# Ducati ST 2
Ducati ST 2 je sportovně cestovní motocykl, vyvinutý firmou Ducati, vyráběný v letech 1997–2003. Předchůdcem je Ducati 907 Paso, nástupcem se stala v roce 2004 šestiventilová Ducati ST3.
V příhradovém ocelovém rámu je uložen vodou chlazený desmodromický dvouválec do V. Spojka je suchá. Je určena především pro cestování.

## Technické parametry
- Rám: příhradový z ocelových trubek
- Suchá hmotnost: 212 kg
- Pohotovostní hmotnost:
- Maximální rychlost: 225 km/h
- Spotřeba paliva: